# Ahmed Ibrahim Ali
Ahmed Ibrahim, med smeknamnet Romario, född 16 juni 1985 i Burao i Somalia, död  18 oktober 2008 i Kista församling, Stockholm, var en somalisk-svensk fotbollsspelare och idrottslärare, vars död efter knivhugg i ryggen fick stor uppmärksamhet i svenska media. Hans fulla namn enligt svensk folkbokföring var Ahmed Ibrahim Ali men han har ofta omtalats utan det sista namnet.

## Biografi
Ahmed Ibrahim kom från Somalia till Sverige 1993 och flyttade med sin familj 1994 till Stockholmsförorten Husby. Han gick på fotbollsgymnasium i Jakobsberg och studerade två år på idrottslinjen vid West Hill Community College i Kalifornien. Efter hemkomsten arbetade  han som idrottslärare vid en friskola i Vällingby.
Smeknamet Romario fick han för sina färdigheter som fotbollsspelare. Han började sin fotbollskarriär karriär i FC Inter Orhoy, som efter flera sammanslagningar har Vasalunds IF som arvtagare, och spelade sedan i flera andra lag. Efter hemkomsten från USA fick han erbjudande om spel i division 2 men valde att spela med kamraterna i division 6-laget Atletico Husby. Han blev lagets främste spelare och var kort före sin död avgörande för dess uppflyttning till division 5.
Ibrahim spelade även några matcher med Djiboutis herrlandslag i fotboll. Hans anknytning till Djibouti är inte känd, men detta lands befolkning är till 70 procent somalisk, och Somaliland, där Ibrahims födelseort Burao ligger, fungerar som en utbrytarstat i konflikt med den somaliska centralregeringen i Mogadishu. Djiboutis fotbollslandslag har 2023 plats nummer 193 av 200 lag på FIFA:s rankningslista för herrlandslag.

## Död
Ahmed Ibrahims död var en följd av ett bråk som började utanför Star Bar vid Fridhemsplan på kvällen den 17 oktober 2008, och där deltagarna beslutade att dra till Husby för att "göra upp". Efter att en av bilarna fick bensinstopp vid avfarten till Kista  från E4, fortsatte bråket där med 13 deltagare. Tre personer, däribland Ahmed Ibrahim, blev där knivhuggna i ryggen. Den svårt skadade Ibrahim blev därefter avlämnad utanför Karolinska sjukhusets akutmottagning, där han avled av  sina skador på  morgonen den 18  oktober. 
Omständigheterna kring mordet är inte klarlagda med motstridande vittnesmål och inblandade personers ovilja att berätta. En 18-åring, som senare blev dömd för mordet, erkände i polisförhör att det var han som hade utdelat knivhuggen men tog senare tillbaka sitt erkännande.
Ahmed Ibrahim är gravsatt på Råcksta begravningsplats.

## Till "Romarios" minne
Mordet på "Romario" var för sin tid mycket ovanligt och väckte starka känslor. Bland annat jämfördes det med dödsmisshandeln på Kungsholmen året innan, som hade lett till starka reaktioner mot gatuvåldet.
Den 16 november 2008 hölls en manifestation på Sergels torg mot det meningslösa våldet till Ahmed Ibrahims minne. Som talare medverkade bland andra kulturminister Lena Adelsohn Liljeroth (Moderaterna) och Socialdemokraternas partiledare Mona Sahlin och som artister Adam Tensta och Ayesha.
Romario Cup är en fotbollsturnering för pojkar 7–11 år, som arrangeras årligen i oktober till "Romarios" minne av Vasalunds IF i Solna. Denna förening kan efter flera sammanslagningar betraktas som arvtagaren till FC Inter Orhoy, där "Romario" inledde sin karriär som fotbollsspelare. År 2022 deltog 90 lag i turneringen. 

Sagan om Atletico Husby är en dokumentärfilm av Fernando Illezca och Tobias Olofsson. Illezca ville ge en positiv bild av livet i Husby och påbörjade ett filmprojekt om det lokala fotbollslaget medan Romario ännu levde. Mordet på honom ändrade förutsättningarna för filmen och gav den delvis en ny inriktning. Det ledde också till lagets upplösning. Filmen visades av Sveriges Television i augusti 2013.

## Rättsligt efterspel
Attunda tingsrätt inledde den 9 februari 2009 rättegången mot tre män, 20, 18 och 16 år, som misstänkta för mordet, och mordförsök på ytterligare två män.
De tre åtalade friades från alla misstankar trots att de befann sig på mordplatsen. Den 26 maj 2009 ställde hovrätten in rättegången eftersom den 18-årige huvudmisstänkte då befann sig i Somalia.
Den 16 oktober togs fallet upp i hovrätten. I hovrätten dömdes den yngste, som nu hade hunnit fylla 19 år, till sju års fängelse medan de andra två åtalade återigen friades.